# Nordische Skiweltmeisterschaften 1929/Teilnehmer (Polen)
| Goldmedaillen | Silbermedaillen | Bronzemedaillen |
| ------------- | --------------- | --------------- |
| —             | —               | —               |

Das Veranstalterland Polen nahm an den 6. Nordischen Skiweltmeisterschaften, die vom 5. bis 10. Februar 1929 in Zakopane stattfanden mit mindestens 60 Skisportlern teil, davon 45 Männer und 15 Frauen. Die tatsächliche Anzahl der aktiven polnischen Teilnehmer dürfte noch etwas höher ausgefallen sein.
Podestplätze vermochten die Athleten des gastgebenden Verbandes in den offiziellen Wettbewerben nicht zu erreichen. Für die besten Ergebnisse sorgte Bronisław Czech mit dem 4. Rang in der Nordischen Kombination und Platz 10 im Sprunglauf.
Schadlos hielten sich die Gastgeber in den nicht offiziell zu den Weltmeisterschaften gerechneten Wettbewerben in den Abfahrten und der Militärpatrouille. Hier eroberten Bronisław Czech und Bronisława Staszel-Polankówa jeweils die ersten Plätze, während die soldatische Mannschaft im Militärpatrouillenlauf auf Rang zwei hinter Finnland kam.

## Teilnehmer und Ergebnisse

### Männer
| Sportler                    | Verein                              | Skilanglauf 18 km | Skilanglauf 50 km | Skispringen K-60 | N. Komb. 18 km / K-60 | Ski Alpin Abfahrt | Patrouille 28 km |
| --------------------------- | ----------------------------------- | ----------------- | ----------------- | ---------------- | --------------------- | ----------------- | ---------------- |
| Władysław Berych            | SN PTT Zakopane                     | DNF               | –                 | –                | –                     | –                 | –                |
| Franciszek Bujak            | SN PTT Zakopane                     | –                 | –                 | –                | –                     | 20.               | –                |
| Józef Bujak                 | ON Sokół Zakopane                   | DNS               | DNS               | –                | –                     | –                 | –                |
| Franciszek Cukier           | ON Sokół Zakopane                   | –                 | –                 | 17.              | –                     | –                 | –                |
| Bronisław Czech             | SN PTT Zakopane                     | –                 | –                 | 10.              | 4.                    | 1.                | –                |
| Władysław Czech             | ON Sokół Zakopane                   | –                 | 16.               | –                | 22.                   | 9.                | –                |
| Leopold Gajduschek          | WSC (Wintersportklub) Bielsko-Biała | –                 | –                 | –                | 33.                   | –                 | –                |
| Władysław Gąsienica         | SN PTT Zakopane                     | –                 | 25.               | –                | 26.                   | –                 | –                |
| Stanisław Gąsienica-Sieczka | ON Sokół Zakopane                   | –                 | –                 | 37.              | 21.                   | –                 | DNS              |
| Antoni Gąsienica-Szostak    | ON Sokół Zakopane                   | –                 | –                 | DNS              | 14.                   | –                 | –                |
| Karol Gąsienica-Szostak     | SN PTT Zakopane                     | –                 | –                 | 25.              | 13.                   | –                 | –                |
| Franciszek Graca            | ON Sokół Zakopane                   | –                 | –                 | 40.              | –                     | –                 | –                |
| Artur Kasprzyk              |                                     | –                 | –                 | –                | –                     | –                 | 2.               |
| Piotr Kolesar               | TS Wisła Zakopane                   | –                 | –                 | 30.              | 36.                   | –                 | –                |
| Eugeniusz Król              | TS Wisła Zakopane                   | 25.               | 18.               | –                | –                     | –                 | –                |
| Andrzej Krzeptowski I       | ON Sokół Zakopane                   | –                 | –                 | 27.              | –                     | 7.                | –                |
| Andrzej Krzeptowski II      | SN PTT Zakopane                     | 19.               | 14.               | –                | –                     | –                 | –                |
| Józef Kuraś                 |                                     | –                 | –                 | –                | –                     | –                 | 2.               |
| Józef Lankosz               | KTN Lwów                            | –                 | –                 | DNS              | –                     | –                 | –                |
| Stanisław Michalski         | TS Wisła Zakopane                   | 22.               | 22.               | –                | –                     | –                 | –                |
| Władysław Mietelski         | TS Wisła Zakopane                   | –                 | –                 | 23.              | –                     | –                 | –                |
| Fritz Mikler                | WSC Bielsko-Biała                   | 36.               | –                 | –                | –                     | –                 | –                |
| Julian Motyka               | ON Sokół Zakopane                   | 23.               | 27.               | –                | –                     | –                 | –                |
| Zdzisław Motyka             | SN PTT Zakopane                     | 13.               | 13.               | –                | –                     | –                 | –                |
| Stanisław Nowak             |                                     | 37.               | –                 | –                | –                     | –                 | –                |
| ? Pawliszkiewicz            |                                     | –                 | –                 | –                | –                     | –                 | 2.               |
| Adam Rajski                 | SN Czarni Lwów                      | 39.               | –                 | –                | –                     | –                 | –                |
| Zygmunt Rajski              | TS Wisła Zakopane                   | –                 | –                 | 29.              | 32.                   | –                 | –                |
| Aleksander Rozmus           | TS Wisła Zakopane                   | –                 | –                 | 37.              | –                     | –                 | –                |
| Kazimierz Schiele           | SN PTT Zakopane                     | 32.               | –                 | –                | –                     | 23.               | –                |
| Stanisław Skupień           |                                     | –                 | –                 | –                | –                     | –                 | 2.               |
| Jan Skupień                 | SN PTT Zakopane                     | 24.               | DNF               | –                | –                     | –                 | –                |
| Władysław Suleja            | SN PTT Zakopane                     | 28.               | –                 | –                | –                     | 14.               | –                |
| Stanisław Tesseyre          | KTN Lwów                            | 31.               | –                 | –                | –                     | –                 | –                |
| Janusz Walczak              | SN Czarni Lwów                      | DNF               | –                 | –                | –                     | 17.               | –                |
| Stanisław Wilczyński        |                                     | –                 | DNS               | –                | –                     | –                 | –                |
| Szczepan Witkowski          | SN Czarni Lwów                      | –                 | 21.               | –                | 34.                   | –                 | –                |
| Tadeusz Zaydel              | SN PTT Zakopane                     | –                 | –                 | DNS              | –                     | –                 | –                |
| Jan Zienkowicz              | SN Czarni Lwów                      | –                 | –                 | –                | –                     | 21.               | –                |
| Władysław Żytkowicz         | Beskid Krynica                      | –                 | –                 | 34.              | 27.                   | –                 | –                |
| ?                           |                                     | –                 | DNS               | –                | –                     | –                 | –                |
| ?                           |                                     | –                 | DNS               | –                | –                     | –                 | –                |
| ?                           |                                     | –                 | DNS               | –                | –                     | –                 | –                |
| ?                           |                                     | –                 | DNS               | –                | –                     | –                 | –                |
| ?                           |                                     | –                 | DNS               | –                | –                     | –                 | –                |

Józef Bujak konnte aufgrund einer Erkrankung an den Weltmeisterschaften in seiner Heimatstadt nicht teilnehmen. Stanisław Wilczyński konnte aufgrund eines kurz davor erlittenen Beinruchs nicht teilnehmen.

### Frauen
| Sportler                     | Verein            | Skilanglauf 7 km |
| ---------------------------- | ----------------- | ---------------- |
| Halina Bogucka               |                   | 12.              |
| Wanda Dubieńska              |                   | 7.               |
| Zofia Giewontówna            |                   | 8.               |
| Irena Gwizdałówna            |                   | 14.              |
| Hanna Landówna               | ON Sokół Zakopane | 19.              |
| Zofia Lorenzówna             | ON Sokół Zakopane | 5.               |
| Maria Małochlebówna          |                   | 21.              |
| Saba Oberländorówna          |                   | 18.              |
| Antonina Rojówna             |                   | 11.              |
| Janina Sawczak Fischerowa    |                   | 6.               |
| Lida Skotnicówna             |                   | 17.              |
| Bronisława Staszel-Polankowa | ON Sokół Zakopane | 1.               |
| Zofia Stopkówna              |                   | 4.               |
| Władysława Szostakówna       |                   | 10.              |
| Elżbieta Ziętkiewicz         | SN PTT Zakopane   | 3.               |

## Legende
- DNF = Did not finish (nicht beendet bzw. aufgegeben)
- DNS = Did not start (nicht gestartet)
- DNS/F = Did not start oder Did not finish (unklar ob nicht gestartet oder nicht beendet)